# Oligonychus judithae
Oligonychus judithae är en spindeldjursart som beskrevs av Meyer 1974. Oligonychus judithae ingår i släktet Oligonychus och familjen Tetranychidae. Inga underarter finns listade i Catalogue of Life.